# ماجرای تیگر
ماجرای تیگر (به انگلیسی: The Tigger Movie) محصول سال ۲۰۰۰ میلادی یک انیمیشن کمدی موزیکال بر اساس داستانی از «ادی گزلیان» و با تأثیر از سری داستانهای وینی د پو نوشته آ.آ. میلن توسط کمپانی والت دیزنی تولید و منتشر شده‌است.

## داستان
تیگر که حس می‌کند یک ببرِ تنهاست به دنبال خانواده خود می‌گردد. در این زمان دوستانش برای خوشحالی تیگر نامه ای ساختگی با نام خانواده اش می‌نویسند و به او می‌دهند. تیگر بعد از خواندنِ نامه خیال می‌کند واقعاً این نامه از سوی خانواده اش نوشته شده‌است. پس از این اتفاق ماجراهایی پیش می‌آید که…